# Antitrogus tasmanicus
Antitrogus tasmanicus är en skalbaggsart som beskrevs av Hermann Burmeister 1855. Antitrogus tasmanicus ingår i släktet Antitrogus och familjen Melolonthidae. Inga underarter finns listade i Catalogue of Life.